# 오쿠다이라 마사오
오쿠다이라 마사오(일본어: 奥平 昌男 おくだいら まさお[*])는 부젠국 나카츠번 4대 번주이다. 나카츠번 오쿠다이라가 8대 당주이다.

## 생애
호레키 13년 (1763년) 6월 14일, 3대 번주 오쿠다이라 마사시카의 장남으로 태어났다. 안에이 5년 (1776년) 7월 21일, 후계자가 되었고, 12월 16일, 종5위하 미마사카노카미에 서위 및 임관하였다. 안에이 6년 (1777년) 4월 16일에 원복하였고, 안에이 9년 (1780년), 아버지의 사망으로 가독을 이어 9월 22일에 다이젠노다이부로 천임되었다.
젊은 나이였기 때문에, 한동안 가로에 의한 전횡이 이루어졌으나, 부정을 저지른 부교, 가로를 숙청하고 덴메이 2년 (1782년)부터 친정을 개시하였다. 그러나, 덴메이 3년 (1783년), 덴메이 대기근으로 번내가 큰 피해를 입자, 가로들의 반격을 받아 실권을 빼앗기고, 실의에 빠져 덴메이 6년 (1786년) 3월 21일, 에도에서 24세의 나이로 사망했다.
가독은 데릴사위인 마사타카가 이었다.

## 가계
- 아버지 : 오쿠다이라 마사시카
- 어머니 : 사쿠라가와 하기노
- 양어머니 : 쇼쇼인(禎祥院) - 아베 마사치카의 딸
- 정실 : 없음
- 약혼자 : 케이히메 - 시마즈 시게히데의 차녀
- 생모 미상의 자녀
  - 아들 : 코지로(昂次郎)
  - 딸 : 야치요 - 혼메이인. 오쿠다이라 마사타카의 정실
- 양자 : 오쿠다이라 마사타카 - 시마즈 시게히데의 차남